# IC 4542
IC 4542 је спирална галаксија у сазвјежђу Волар која се налази на листи објеката дубоког неба у Индекс каталогу.
Деклинација објекта је + 33° 8' 55" а ректасцензија 15h 22m 5,5s. Привидна величина (магнитуда) објекта IC 4542 износи 14,2 а фотографска магнитуда 15,1. IC 4542 је још познат и под ознакама IC 4542A, MCG 6-34-6, CGCG 194-2, PGC 54855.